# Манш
Манш (на френски: Manche) е департамент в регион Нормандия, северна Франция. Образуван е през 1790 година от западните части на провинция Нормандия и получава името на протока Ла Манш. Площта му е 5938 km², а населението – 499 406 души (2016). Административен център е град Сен Ло.
Граничи с департаментите Калвадос на североизток, Орн на югоизток, Майен на юг и Ил е Вилен на югозапад. Департаментът е разположен на полуостров Котантен и от запад до североизток опира в бреговете на Ла Манша. Основната част от населението му живее в селата – 52 %, докато средният показател в това отношение за Франция не надвишава 20%. Това е предимно земеделски район, развиват се също атомна промишленост и балнеолечебен туризъм.